# Милн, Джордж
Джордж Фрэнсис Милн, барон Милн Салоникский и Рубиславский (англ. George Francis Milne, 1st Baron Milne; 5 ноября 1866 — 23 марта 1948) — британский военачальник, фельдмаршал (1928).

## Биография
Из аристократического рода. Окончил гимназию в родном городе и Королевскую военную академию в Вулвиче.

## Начало военной службы
С 1885 года служил в Королевской артиллерии. Сразу после присвоения офицерского звания направлен в Британскую Индию, с 1889 года служил в Алдершотском военном лагере в метрополии, с 1895 года — в береговой артиллерии на Мальте, с 1897 года — в Портсмуте. Окончил Штабной колледж в Кемберли в 1899 году.

## Колониальные войны и предвоенное время
В 1898 году зачислен в состав британской колониальной военной экспедиции генерала Горация Китченера в Судан и принимал участие в сражении при Омдурмане). Затем переведён в Южную Африку и более двух лет участвовал в второй англо-бурской войне. Там был офицером в штабе Китченера, с 1900 года — помощник генерал-адъютанта. Сделал быструю карьеру на этой войне — из капитана произведен через чин в подполковники, а также награждён орденом.
С 1903 года — в штабе британских войск в Южной Африке, заместитель генерал-квартирмейстера по разведке и 2-й офицер Генерального штаба. С 1907 года командовал батареей в метрополии. В 1908 году переведён в штаб территориальных войск в Стаффордшире. С 1909 года служил начальником штаба 6-й Ирландской дивизии в Королевской конной и Королевской полевой артиллерии в Корке. С 1914 года — начальник артиллерии 4-й пехотной дивизии.

## Первая мировая война
С началом Первой мировой войны вместе с дивизией переброшен во Францию и воевал в составе Британских Экспедиционных Сил. В 1915 году стал начальником штаба 3-го армейского корпуса, затем начальником штаба 2-й британской армии. Участник Битвы на Марне и Битвы на Эне.
В конце 1915 года назначен командиром 27-й пехотной дивизии, размещенной в Салониках. В начале 1916 года короткое время командовал 16-м армейским корпусом на Салоникском фронте. Вскоре стал командующим британскими войсками на Балканском театре военных действий, которые к концу 1917 года насчитывали 4 дивизии и ряд отдельных частей. Главной задачей этого фронта стало отвлечение сил Центральных держав с Западного фронта, поэтому на Балканах не велись активные боевые действия. Поскольку состав фронта союзников был многонациональным, имели место конфликты командующих и перекладывание друг на друга основной тяжести предстоящих операций. Милн занял своими войсками отдельный участок фронта и часто конфликтовал с командованием Салоникского фронта (на протяжении войны им командовали французские генералы). Такие его действия не способствовали успешному ведению боевых операций. В апреле 1917 года британские части участвовали в наступлении союзников в районе озера Дориан. В 1918 году во время наступления у Вардара была разбита болгарская армия и Болгария вышла из войны.

## Послевоенное время
После войны продолжал командовать британскими войсками на Балканах и на Чёрном море. Его части неоднократно высаживались в различных портах на Украине, в Крыму и на Кавказе во время гражданской войны в России, но активного участия в военных действиях избегали. В греко-турецкой войне Милн считал необходимым поддерживать Грецию. В мае 1920 года возглавил высадку британских войск в Стамбуле, по его приказу были разоружены все турецкие части в городе, а депутаты турецкого меджлиса (парламента) разогнаны силой, часть из них арестована. Такие действия значительно испортили англо-турецкие отношения. Возможно поэтому, когда в том же году стал очевиден крах греческого плана разгрома турецкой армии, Милн был спешно отозван в Англию. Два года числился в резерве, занимая лишь почётный пост лейтенанта Лондонского Тауэра.
С 1922 года — главнокомандующий войсками Восточного командования. В 1923—1927 годах — генерал-адъютант короля Георга V. С 1926 года — начальник Имперского Генерального штаба. В 1928 года произведён в чин фельдмаршала. На этом посту был сторонником развития британских бронетанковых сил. Ему удалось предотвратить окончательное расформирование танковых частей в британской армии, но из-за непонимания их возможностей все планы Милна по их развитию не были реализованы. Единственное, чего ему удалось добиться — серьёзного роста численности бронеавтомобилей, которыми усиливались обычные пехотные части и также создавались отдельные бронеавтомобильные подразделения. Впоследствии на базе последних пришлось воссоздавать британские танковые войска.

## В отставке
В 1933 году вышел в отставку, при этом был удостоен титула барона Милна. В 1933 по 1938 годы был губернатором и констеблем Тауэра. Занимал свыше десятка почетных постов и должностей. Во время Второй мировой войны записался в Национальную гвардию. С 1941 по 1944 годы был военным корреспондентом газеты «Санди Кроникл».

## Воинские звания
- 1885 — второй лейтенант
- ? — лейтенант
- 1895 — капитан
- 1902 — подполковник (лейтенант-полковник), минуя чин майора
- 1905 — полковник
- 1913 — бригадный генерал
- 1915 — генерал-майор
- 1917 — генерал-лейтенант
- 1920 — генерал
- 1928 — фельдмаршал

## Награды
- Рыцарь Большого Креста ордена Бани (GCB, 1927)
- Рыцарь Большого Креста ордена Святого Михаила и Святого Георгия (GCMG, 1919)
- Рыцарь-командор ордена Бани (КСВ, 1918)
- Кавалер ордена Бани (CB, 1912)
- Кавалер ордена «За выдающиеся заслуги» (DSO, 1902)